# Пожела, Юрас Карлович
Ю́рас Ка́рлович Поже́ла (лит. Juras Požela; 5 декабря 1925, Москва — 20 ноября 2014, Вильнюс) — советский и литовский физик. Академик АН Литовской ССР (с 1968 года) и АН СССР (с 1984 года, с 1991 года — действительный член РАН). Президент Академии наук Литвы в 1984—1992 годах. Профессор (с 1966 года). Член КПСС с 1953 года. Герой Социалистического Труда (1985).
Специалист в области физики полупроводников, основные научные интересы связаны с изучением плазменных эффектов в полупроводниках, в частности с проблемой разогрева электронов электрическим полем.

## Биография
Родился 5 декабря 1925 года в Москве. Отец — один из руководителей  Коммунистической партии Литвы Каролис Пожела. Мать— писательница Эугения Тауткайте. В 1951 году окончил физический факультет МГУ. В 1956—1958 годах работал младшим научным сотрудником в ФТИ АН СССР. Параллельно с 1956 года работал в Институте физики и математики АН Литовской ССР. C 1963 по 1967 годы занимал пост директора института. В 1964 году получил степень доктора физико-математических наук, а в 1966 — звание профессора. В 1967 году назначен директором Института физики полупроводников АН Литовской ССР. С 1972 года также вице-президент АН Литовской ССР. В 1984 году уходит с поста директора института и становится президентом Академии наук Литовской ССР. Это пост Пожела занимал до 1992 года. С 1992 года являлся президентом Литовского отделения Всемирной лаборатории Международного центра научной культуры и ведущим научным сотрудником Института физики полупроводников АН Литвы.
С 1991 года — академик Европейской академии наук и искусств.
С 1967 года являлся членом редакционной коллегии «Физика и техника полупроводников».
Умер 20 ноября 2014 года в Вильнюсе.

## Научные достижения
Автор и соавтор более 300 научных работ, из них 10 монографий, около 100 авторских свидетельств и 1 открытия.

## Награды и премии
- Герой Социалистического Труда (1985)
- Орден Ленина (1985)
- Орден Октябрьской Революции (1971)
- Два ордена Трудового Красного Знамени (1975, 1981)
- Командорский крест ордена Великого князя Литовского Гядиминаса (1 июля 1997 года)[4].
- Орден Дружбы (4 марта 2000 года, Россия) — за большой вклад в развитие науки, укрепление дружественных отношений и сотрудничества между государствами[5]
- Ленинская премия (1978) — за комплекс теоретических и экспериментальных исследований генерации и усиления э/м колебаний СВЧ при лавинной ионизации в полупроводниках и создание нового класса приборов — лавинно-пролётный диод
- Государственная премия СССР (1988) — за исследование физических основ, разработку и организацию серийного производства полупроводниковых магнитоуправляемых приборов
- Две Государственных премии Литвы в области науки
- Национальная премия прогресса Литвы (2007)